# Saint-Just (Cher)
Saint-Just – miejscowość i gmina we Francji, w Regionie Centralnym, w departamencie Cher.
Według danych na rok 1990 gminę zamieszkiwało 589 osób, a gęstość zaludnienia wynosiła 39 osób/km² (wśród 1842 gmin Regionu Centralnego Saint-Just plasuje się na 614. miejscu pod względem liczby ludności, natomiast pod względem powierzchni na miejscu 879.).